# Симбирская черта
Симбирская засечная черта — оборонительная укреплённая линия, засечная черта, для прикрытия юго-восточной границы Русского царства, для защиты от набегов крымских и ногайских татар.

## Устройство
Симбирская засечная черта (также Симбирская земляная черта или Крымский вал) состояла из Симбирского и Карсунского участков, поэтому её ещё называют Симбирско-Карсунской засечной чертой. Черта проходила по территориям современной Ульяновской области, соединяясь с Атемарской чертой (Атемар, Саранск) и далее с чертой на территории Пензенской (Нижний Ломов, Верхний Ломов), Тамбовской (Танбов, Козлов) областей, соединялась с Белгородской чертой, поэтому её ещё называют Белогородско-Симбирской засечной чертой.
К востоку от Синбирска, на левом берегу Волги, от крепости Белый Яр, начиналась Закамская засечная черта, которую строили с 1652 по 1656 год.
Симбирская черта состояла в лесных районах из засек, а на открытых пространствах из земляного вала с (частоколом) и рва перед ним.
На самых важных направлениях были построены сторожевые башни, крепости, остроги и прочие укрепления.

### Синбирская крепость
Место для постройки города-крепости было выбрано Богданом Матвеевичем Хитрово «с товарищи», а название было позаимствовано от находившегося в прошлом, в 13 верстах ниже по Волге, булгарского поселения — Синбирского городища, которое находилось между сёлами Красный Яр и Кайбелой. [карта 1900 г. Поливанова]
Кремль (ещё его называли Рубленный город или Малый город) был отстроен к осени 1648 года и «имел вид правильного четырёхугольника длиною 800 саж. и шириною 200 саж. и находился по прямой линии в 500 саженях от Волги», восемь башен с тремя проезжими воротами:
- «Казанская башня» имела проезжие ворота и три пушки по 27 пудов.
- «В Науголной башне», что у «мяснова ряда» имела четыре пушки и «затинная пищаль».
- «В Средней башне» от «Волги реки» — две пушки и «затинная пищаль».
- «В Науголной башне», что «у тутового саду» — две пушки и «затинная пищаль».
- «На Крымской проезжей башне» — две пушки и «затинная пищаль».
- «В Науголной башне», что от Свияги — две пушки.
- «В Середней башне», что от Свияги — две пушки. «От той Середней башни, на той же стене, недошод Науголной башни», что от валуна — две пушки.
- «Науголной башне», что «от валу» — три пушки.
- «На новом раскате», что «у валу новова в городе» — одна пушка.

Ввиду того, что кремль несколько раз полностью сгорал, то его и несколько раз перестраивали.

### Синбирский острог
Синбирский острог строился одновременно со строительством Синбирского кремля, в восточной части посада «на полугоре» Синбирской горы.
В 1670 году его захватил Стенька Разин. См. статью: Осада Симбирска
В 1773 году перед отправкой в Казань, здесь содержался Емельян Пугачёв, а в 1774 году его опять временно содержали там, потом был переведён каменное здание, принадлежавшее Почтовому ведомству, ныне на этом месте находится Ульяновский драматический театр.
См. статью: Симбирские портреты Емельяна Пугачёва

### Синбирский посад
В 1676 году (7184), в посаде было 326 дворов и 836 человек.

### Синбирские слободы
Свияжская слобода основана с основанием Синбирска. Находилась у р. Свияги, затем была переведена на левый берег под названием Конно-Подгородная Слобода.
Летом 1663 года из Москвы были присланы «польские люди, шляхта изо взятых в плен под Смоленском». Их поселили особой слободой, названной Панской слободой, в дальнейшем, Панская улица, ныне — улица Энгельса.
Московская слобода располагалась на перекрёстке нынешних улиц Гончарова и Ленина.
К северу от кремля расположились стрельцы — Стрелецкая слобода, в дальнейшем названная Стрелецкая улица, на которой в 1870 году родился Ленин, ныне — Площадь Ленина.
Южнее крепости была Тутовская слобода (затем посёлок Туть, ныне мкр Туть).
Солдатская слобода, возникшей вокруг основанного в 1697 г. Покровского мужского монастыря и заселённой первоначально отставными солдатами, ныне Улица Минаева. Рядом с Солдатской слободой находилась Сиротская слобода.
Успенская слобода находилась под горой, южнее пристани, названная по церкви Успенского монастыря (ныне затоплена).
Слобода Часовня находилась за рекой Волгой.

## История

### Предыстория
С захватом Казанского ханства в 1552 году и Астраханского ханства в 1554 году перед Русским царством встал острый вопрос о заселении и охране территории Дикого поля. Для охраны территории Казанского царства в 90-х годах XVI века была проложена Карлинская черта или «Старая Тетюшская засека». А в начале XVII века - засечная черта от Городищи до Свияги (Уланов городок).
Основанные по Волге города-крепости и сторожевые городки — Самара, Саратов, Царицын, Тетюши и другие, а также форпосты на важных направлениях внутри Симбирского края, такие как Промзино Городище, Сызганская слобода, Туруево городище и другие, не перекрывали полностью территорию государства от набегов крымских и нагайских татар. Поэтому с приходом царя Михаила Фёдоровича появился проект строительства черты от р. Псел до р. Волга. Первым этапом строительства оборонительной линией стал участок от г. Ахтырка до г. Тамбова (Белгородская черта).

### Строительство Синбирской черты
7 января 1648 года (лета 7156 года) выходит «Память», в которой говорится о продолжении строительства черты от Корсуна до Волги: «Лета 7156 года генваря 7 дня по государеву цареву великого князя Алексея Михайловича всея Руси … указал окольничему и воеводе Богдану Матвеевичу Хитрово быть на своей государевой службе для строения новых городов и засечных крепостей от реки Барыша до реки Волги».
10 февраля 1648 года выходит другой царский указ о продолжении строительства черты: «7156 года февраля в 10 день указал государь и бояре приговорили: арзамасцом обоих половин, и нижегородцем и иных городов дворянином и детям боярским, и князем, и мурзам, и татаром быть на государеве службе с окольничим и воеводою, Богданом Матвеевичем Хитрово: а собираться ему окольничему и воеводе, на Алатырь, а в отпуск ему с Москвы вскоре, для того что ему на степи городы поставить и всякие крепости устроить до приходу воинских людей заранее с весны».
Симбирская черта строилась в период с 1648 по 1654 год.

### Черта
Карсунский участок Черты (строился с 1647 по 1652 года, в него входили: Сурский острог, пригород Аргаш, Тальский острог, Сокольский острог, Малой Корсунов острог и город Корсун), в военном отношении, с 1647 года подчинялся Атемару, с 1653 года — Саранску, а с 1667 года — Синбирску.
За семь лет строительства на Черте были построены и заселены служилыми людьми крепости и остроги:
Сурский острог (пригород Сурской) (ныне село Первомайское), «Огорожен острогом дубовым, 4 башни, в том числе: 2 башни, по мере 2 стены по 23 сажени, другие по 22 сажени. В том пригороде военного снаряду: пушка медная, к ней 10 ядер, пороху пушечного 2 пуда, свинцу 3 пуда»;
пригород Аргаш (ныне Аргаш (село)), «Рублен в тарасы сосновой по обломы … 6 башен, в том числе 2 башни проезжие, одни стены по мере 75 сажен, другие стены с проезду 48, а в двух стенах по 28 сажен. В том пригороде военного снаряду: 2 пушки железные 54 ядра 5 пищалей затинных к ним 73 ядра 83 ядра средних. Пороху ручного — 5 пуд свинцу — 2 пуда 30 фунтов 6 стволов мушкетных. Дробных пуль — 30 фунтов, свинцовых…»;
Тальский острог (пригород Талской) (существовал до 1693 г., перенесён на другое место, ныне село Коноплянка и рядом основана слобода (ныне Проломиха)), «Огорожен острогом дубовым. По мере двои стены по 18 сажен, другие две стены по 10 сажен, в том остроге башни проезжие. В пригороде военного снаряду: 2 пушки железные, 104 ядра больших, 24 ядра средних пушечных, 2 пищали затинных, 35 ядер. Пуд пороху пушечного, пуд свинцу»;
Сокольский острог (не был достроен, строился на реке Соколка (приток Карсунки) ниже с. Бекетовка);
Малой Корсунов острог (пригород) (ныне село Старое Погорелово), «Огорожен острогом … 4 башни… в том числе 2 башни проезжие … 2 стены по 48 сажен и другие стены по 41 сажени. В том пригороде военного снаряду 2 пушки железные 2 пищали затинные 30 ядер пушечных 3 пуда 5 фунтов пороху пушечного. Пуд дроби железной»;
город-крепость Корсун (пригород Большой Корсунов, ныне пгт Карсун), «Мерою двои стены по 72 сажени, другие две стены по 36 сажен, рублен в тарас, 6 башен в том числе 2 башни и проезжую одну стену … В том городе военного снаряду 2 пищали затинные, 5 пуд 17 фунтов пороху пушечного. Пуд 17 фунтов пороху ручного, 3 пуда свинцу, 4 пуда фитилю, 331 пуля затинных пищалей»;
Уренский острог (ныне село Базарный Урень), «Огорожен двумя остроги дубовые, по мере двои стены по 26 сажен, в том остроге 6 башен, в том числе 2 башни проезжие… Военного ружья 4 пищали затинные. Пороху пушечного 2 пуда 16 фунтов, дроби 205 пуль, фитилю 9 пуд»;
Тагайский острог (пригород Тагаев) (ныне село Тагай), «В 206 году (1697—1698 г.) згорел, а на чем был построен город по мере земляного валу, в вышину пол 3 сажени, кругом во всех 4 стенах по валу 46 сажен. Военного снаряду: 2 пищали затинные, пороху пушечного пол 3 пуда, 23 пули дроби»;
городок Юшанск (ныне село Юшанское), «Огорожен острогом стоячим … во всех 4 стенах по 26 сажень и 2 башни проезжие … 2 пищали затинные, свинцу пол пуда»;
Тетюшская слобода (ныне деревня Тетюшское),
Погребовская слобода (ныне деревня Погребы),
Арская слобода (ныне село Арское),
Куралов городок (слобода) (ныне Карлинское (городской округ город Ульяновск)),
Сельденская слобода (ныне Сельдь г. Ульяновск),
Свияжская слобода (с 1708 — Конно-Подгородная слобода, ныне в Засвияжском районе г. Ульяновска),
город-крепость Синбирск, острог и посад (ныне г. Ульяновск).

### Слободы
С началом постройки Черты рядом с острогами и крепостями стали образовываться слободы из прибывших переведенцев казаков и стрельцов, общей численностью до 5 тысяч человек. Для постройки городов, слобод и острогов были переведены конные казаки, пешие стрельцы и пушкари, а также ссыльные люди, из разных мест: Алатыря, Аладска, Арзамаса, Арска, Атемара, Боровска, Владимира, Выползово, Галича, Гороховца, Казани, Касимова, Козьмодемьянска, Ключищ, Костромы, Краснослободска, Курмыша, Лаишева, Ломова, Малмыжа, Москвы (ссыльные люди), Мурома, Нижегородска, Ростова, Свияжска, Стародуба, Суздаля,Темникова, Танбова, Тетюш, Уржума, Устюжска (ссыльные люди), Федоровского (под Казанью), Холмогор (ссыльные люди), Чебоксар, Шацка, Шишкова, Шумар, Царёвококшайска, Царёвосанчурска, Цивильска, Юрьева, Ядрина, Яранска и Ярославля. Также были «Донские казаки». Кроме этого, после поражения Польши в Русско-польской войне (1654—1667), на Черту стали прибывать польские шляхтичи.
Первой слободой от Синбирска была:
Свияжская слобода (ныне — ул. Воробьёва Ленинский район (Ульяновск); с 1708 — Конно-Подгородная слобода, с 1961 — Засвияжский район Ульяновска), основана в 1648 году, в 2 верстах от Синбирска, конными казаками из Свияжска (в 1649 г. — 70 дворов, 280 жителей). В 1708 году из конных казаков слободы был образован конный полк.
Мостовая слобода (ныне мкр Мостовая Ленинский район (Ульяновск)), основана в 1648 году в 3 верстах от Синбирска казаками-переведенцами из села Федоровское Казанского уезда (2 пятидесятника, 8 десятников и 90 рядовые).
Сельдинская слобода (ныне мкр Сельдь г. Ульяновск), основана в 1648 году в 4 1/2 верстах от Симбирска по р. Свияга, в месте впадения в нее р. Сельди, 100 переведенцами из села Федоровское Казанского уезда.
Лебяжья слобода (Лаишевская слобода, ныне село Лаишевка), в 8 км от Симбирска. Основана в 1648 году 100 конными казаками-переведенцами из села Лаишево Казанского уезда.
Куралов городок(с 1708 г. — Карлинская слобода, ныне Карлинское (городской округ город Ульяновск)), с Карлинской черты, проходившей вдоль речки Карла близ г. Буинска, в 1648 году переведены 100 конных казаков.
Каменская слобода (Каменная Слобода), с 1708 — село Каменка, затем с. Подгородная Каменка), в 1648 году переведены 100 конных казаков: станичников и сторожей. В 1697 году переведены 95 семей «в Азов на вечное житье», а в 1699 году их земля роздана разным лицам, «чтобы те переведенцы из Азова не бегали и в прежних тех слободах не жили».
Поливный враг (ныне с. Поливно), основано пешими стрельцами в 1649 году.
Ишеевская слобода (ныне р.п. Ишеевка), основана конными казаками.
Шумовская слобода (ныне с. Шумовка), в 27 верстах от Синбирска, основана конными казаками.
Арская слобода (ныне с. Арское), основана в 1649 году переведенцами 50 конными казаками из Арска Казанского уезда. В 1708 году переведены на Азов.
Погребовская слобода (ныне д. Погребы (Ульяновск). Здесь располагались пороховые погреба для Черты.
Тетюшская слобода (ныне Тетюшское), основана в 1649 году 50 «казаки днепровскими», переведенными из Тетюш Казанского уезда. В 1708 году казаки переведены на Азов.
Уржумская слобода (ныне Уржумское Майнского района), основана в 1649 году 50 казаками из Уржума Вятского уезда.
Городок Юшанск (Юшанская слобода) (ныне село Юшанское), основан в 1648 году 50 конными казаками из Арска. Сюда прибывали стрельцы и казаки, а затем расселялись по Черте. Часть ратных людей в 1708 году переведена на Азов.
Тагайский острог (город Тагаев) (ныне с. Тагай), основана в 1648 году Ключищенскими переведенцами. В 1708 году переведены на Азов.
- Тагайская Подлесная Слобода (ныне село Подлесное (Ульяновская область)), в 1 версте от Тагая, основана теми же ратными людьми: из села Ключищ — 200, из Цивильска — 50, из Ядрина и Кокшайска по 20[29].
- Подгорная слобода (вошла в пригород Тагай) основана Ключищенскими переведенцами.

Теньковская слобода (Теньковская Подлесная слобода) (ныне с. Теньковка), основана переведенцами из Теньков, образовали две слободы: Подгородная и Подлесная, впоследствии слились в одно большое село Подлесная Теньковская слобода, или просто Теньковку.
Холмогорская слобода (ныне в Урено-Карлинском), основана Устюжскими и Холмогорскими ссыльными людьми.
Усть-Уренская барышская слобода (Усть-Уренская слобода) (Устерень, ныне Усть-Урень), основана конными казаками.
Карлинская слобода (Уренская Карлинская Слобода, ныне с. Урено-Карлинское), основана в 1649 году конными казаками, переведенными из Карлинской слободы Казанского уезда. В 1696 году казаки были переведены в Азов.
Уренский острог (с 1708 — город Уренск, ныне с. Базарный Урень), основан в 1649 году 70 холмогорскими и 40 яранскими стрельцами. Рядом с острогом были основаны слободы, заселенные стрельцами-переведенцами из Царевококшайска, Яранска и Козьмодемьянск, пешими стрельцами — всего 150 человек. Рядом основали слободы:
- Стрелецкая слобода;
- Яранская слобода;

Белозерская слобода (ныне с. Белозерье), основана в 1653 году 100 конными казаками из Уренского острога (городка) (ныне Базарный Урень).
Вальдиватская слобода (ныне с. Вальдиватское), основана казаками из Карсуна, в 1665 году.
Киватская слобода (село) (ныне с. Кивать), основана конными казаками.
Кондоратская слобода (ныне с. Большая Кандарать), основана казаками.
Деревня Кондарать (ныне д. Малая Кандарать), основана «служилой мордвой».
Деревня Велмисева Починок, основана служивой мордвой.
Потьминская слобода (ныне д. Потьма), основана солдатами.
Промзино Городище (ныне р.п. Сурское), основано в 1552 году.
Город-крепость Большой Корсунов (Корсун, ныне пгт Карсун), основан в 1647 году пушкарями из Курмыша, затем на следующий год — стрельцы. В 1651 году были переведены казаки из села Выползово, которые рядом с крепостью основали:
- Пушкарскую слободу (ныне в черте Карсуна), основана пушкарями из Курмыша,
- Стрелецкую слободу (ныне в черте Карсуна), основана в 1648 году стрельцами,
- Казацкую слободу (ныне в черте Карсуна), основана в 1651 году казаками из села Выползово.

Малый Корсунов острог (ныне село Старое Погорелово).
Сокольский острог (не был построен).
Тальский острог (существовал до 1693 года, из-за плохой земли и воды был перенесен на другое место, ныне Коноплянка).
Крепость Аргаш (ныне село Аргаш).
Палатовская слобода (ныне село Палатово),
Ксарская Слобода (ныне с. Аксаур)
Сурский острог (ныне село Первомайское).
Коржевская слобода (ныне село Коржевка).
- Кроме этих слобод, острог и крепостей, для раннего оповещения на подступах к Черте, были основаны слободы:

Карлинское на Гуще (ныне с. Карлинское (Майнский район)).
Кремёнская слобода (ныне Кремёнки),
Тушнинская слобода (ныне Тушна),
Кривушинская слобода (ныне Криуши),
Шиловская Слобода (ныне Шиловка),
Сенгилеевская слобода (основана в 1666 году, ныне Сенгилей).
Слобода Ключищенская (ныне с. Большие Ключищи), основана в 1669 году служилыми казаками
Вешкаймская слобода (ныне с. Вешкайма)
Труслейская слобода (село Труслейка), в ней живут выборного полку солдаты.
Маиская Слобода (ныне с. Маис), в ней живут выборного полку солдаты.
Товолжанская Слобода (ныне с. Таволжанка), выборного полка солдаты.
Козмодемьянская Слобода (ныне с. Красный Бор), выборного полка солдаты.

### Вал
Земляной вал начинался от Свияжской слободы (с 1708 года — Конно-Подгорная слобода), левого берега реки Свияги, шёл мимо Сельденской слободы, вдоль Куралова городка (слободы), Арской слободы, Погребовской слободы и не доходя Тетюшской слободы, уходил влево на Юшанск и далее до Тагая.

### Башни
От Синбирска до Юшанска было 13 сторожевых башен, которые находились на валу на расстоянии друг от друга около 1600 сажень (3 версты или около 3 км).
Первой сторожевой башней от Синбирска была «Хотековская», затем, напротив Сельденской слободы — три башни, две глухие и одна проезжая.

## Военные походы
В 1659 году воевода Ларион Милославский получил царский указ послать часть стрельцов и казаков вместе с их семьями на реку Терек «на службу и вечное житье».
В 1665 году в поход из Синбирска отправились двести казаков и двести стрельцов, под командованием Максима Арсеньева. Отряд по тем временам был серьёзной боевой единицей, поскольку наличие огнестрельного оружия и даже двух пушек давало над кочевниками решающее преимущество.
В 1667 году симбирские и карсунские казаки под предводительством головы Карпа Аникеева совершили рейд на реку Яик для подавления Башкирского восстания. Конные служилые казаки из Тагаева (ныне село Тагай Майнского района) в 1681 году в челобитной государю писали, что служат они «в верховых и низовых городах, на Дону, на Яике, и в Уренске на валу, и в Тагаеве в засечных крепостях». Возможно, этот поход имел целью ещё и обращение народов Урала в Православие, поскольку сохранились свидетельства, что симбирский отряд имел при себе кумачовое знамя с нашитым на нём крестом.
В 1684 году началось строительство Сызранской засечной линии, соединившей Сызрань с Пензой. Сюда на службу отправили большое число казаков с Симбирской черты.
В феврале 1697 года по указу великого государя было велено перевести в Азов «на вечное житье» «из Синбирска и Синбирские черты из отъезжих слобод казаков и засечных сторожей и станишников» (всего 2063 человека с женами, детьми, братьями, племянниками, зятьями, живущими с ними в одних дворах). Переведенцы получили разрешение самостоятельно продавать свое дворовое строение, скот, хлеб. Годовое жалованье государя, назначенное служилым людям, составило 3 рубля на семью. До Паншина городка переведенцы должны были добраться на своих лошадях (при отсутствии лошадей им выдавали подводы), а из Паншина «ехать водою» на стругах. Переправой руководил стольник Никита Иванович Анненков. При посадке на струги им выдавалась провизия ржаной и гречневой мукой, сухарями, толокном. По пути их сопровождал священник из Синбирска, о чем свидетельствует грамота великого государя, посланная в Казань митрополиту Казанскому и Свияжскому Маркелу.

## Осада кремля
В 1670 году Синбирский кремль держал осаду от войска Стеньки Разина. Сгорел острог, Успенская слобода с монастырём и слобода Часовня . А в сентябре 1670 году разинский атаман Михаил Харитонов захватил и остроги по Черте. В 1671 году была осада кремля и от разинцев Федьки Шелудяка и Максима Осипова, но и они закончились для восставших неудачими.
С победой над разинцами началось освоение Дикого поля. Царь щедро стал раздавать землю верным солдатам, южнее засечной черты. После которого поселения причисляли к Синбирскому уезду под названием Завальный стан и Забарышский стан.
Чуфаровская солдатская слобода (ныне село Чуфарово)
Чуфарово и Лопатино
Каменный брод (ныне с. Прислониха), основано в 1672 году.
Языково (ныне пгт Языково), основано 28 семьями крепостных крестьян командира стрелецкого полка В. А. Языкова в 1670 году.
Деревня Студеный Ключ (ныне Отрада), основана в 1673 году казаками из Арской слободы.
Южнее черты, на Арбугинских полях, были основаны крестьянские слободы:
Кременская слобода (у речки Кременке, Кремёнки ныне город Новоульяновск),
Кривушинская слобода (на речке Кривуши, ныне село Криуши),
Шиловская слобода (на реке Волга, ныне село Шиловка),
Тушнинская слобода (на речке Атце, ныне село Тушна),
Ключищенская слобода (на реке Свияга, ныне село Большие Ключищи),
деревня Панская (ныне село Панская Слобода) — «в ней иноземцы, переведены из Казани (в 1683)».

## Сызранская черта
В 1683 году, по Указу царей Петра Алексеевича и Ивана Алексеевича, воеводою Козловским Г. А. были заложены города-крепости Сызрань и Кашпир, чтобы строить новую засечную черту от Сызанского кремля до Пензы. Для строительства Сызранской засечной черты, как и Симбирской черты, были присланы служивые люди, чтобы по черте построить новые остроги. Были основаны новые поселения: Канадей, Поника, Эзекеево, Сайман, Комаровка, Ахметлей и другие населенные пункты до конечного пункта Труево Городища, ныне находящиеся в современных Сызранском, Новоспасском, Николаевском и Сосновоборском районах. Симбирским воеводой Матвеем Головиным был составлен план строительства Сызранской черты. Согласно указу от 25 декабря 1685 года она должна была протянуться на 70 вёрст 342 сажени от Казачьих гор (с. Паньшино) до Туруева городища (ныне Русское Труево), до речки Суры. Но этому замыслу не суждено было сбыться — 13 апреля 1686 года указ отменили. Вместо этого решили увеличить число солдатских и казачьих слобод, а в самой середине черты построили сильную крепость Канадей с каменной воротной башней.

## 1708 год
К концу XVII века Черта потеряла своё военное предназначение в связи с расширением границ Российского государства. Поэтому, начиная с 1694 года для Азовских походов Петра I, а затем, в 1708 году, большую часть «служивых людей», перевели на охрану Азова и Приазовья, военное управление Симбирской засечной черты ликвидирован, а оставшиеся ратные люди перешли в разряд «пахотных солдат». Часть прежней функции «южной границы» России перешла к Царицынской сторожевой линии, которую начали строить в 1718 году.
18 декабря 1708 года Петр I издал Указ «Об учреждений губерний и о росписании к ним городов»: «Великий государь указал, по именному своему великого государя указу, в своем великого государя Велико Российском государстве для всенародной пользы учинить 8 губерний и к ним росписать города.
… IV. Казанская
Казань, а к ней города … Симбирск … Итого 36 городов.
К Симбирску: Белой Яр, Ярыклинск (Ерыклинск), Тагаев, Яшалск (Юшанск), Уренеск, Корсунь, Малой Корсунов, Аргаш, Тальской, Сурской».
Указом Сената от 30 апреля 1759 года было разрешено губернаторам и воеводам из-за ветхости крепостей «… башни разобрать и кирпич от них употребить на починку церквей и богаделен, а деревянные постройки — изрубить на дрова». Из Синбирского кремля в Уфу были отправлены все пушки, а гарнизон сокращён до 12 солдат.
В 1767 году Кремль, обветшавшие стены, переходы и башни разобрали на дрова .
В 1776 году остатки стены и кремля, на территории Синбирска, были разобраны, а ров и вал был сравнён и засыпан.

## Значение Черты
Синбирская засечная черта, служившая юго-восточной границей Русского царства, дала возможность сохранить материальные и людские ресурсы от постоянных набегов кочевых племён. С постройкой Черты был образован Синбирский уезд со станами: Завальным, Ввальным и Забарышским и Корсунский уезд с Подгорным и Пригородным станами, давшее в дальнейшем образованию Симбирской губернии и Ульяновской области.
С постройкой Черты стали быстро заселятся и осваиваться порожние земли. Сначала внутри Черты, а затем и за Чертой. Через 35 лет были основаны крепости Сызрань и Кашпир.

## Современное состояние
- Объект культурного наследия народов РФ федерального значения. Рег. № 731640415510006 (ЕГРОКН). Объект № 7300102000 (БД Викигида) — Постановление Совета Министров РСФСР «О дальнейшем улучшении дела охраны памятников культуры РСФСР» № 1327 от 30.08.1960 года.
- Из 116 км Симбирского участка черты сохранилось около 70 км.
- В 2000 году на территории ГИММЗ «Родина В. И. Ленина» археологами обнаружены остатки древнего оборонительного сооружения, в 2001 году был восстановлен фрагмент земляного вала[60], реконструирована сторожевая башня и создан музей.
- В 2010 году ульяновскими археологами в селе Арское (Ульяновская область) найдено оборонительное сооружение — пороховой погреб[61].

## Руководители
| Ф. И. О.                            | Чин, звание, титул              | Период      | Дьяк                             | Примечание |
| ----------------------------------- | ------------------------------- | ----------- | -------------------------------- | --- |
| Хитрово Богдан Матвеевич            | окольничий, воевода             | 1647 — 1648 | Григорий Кунаков                 | При нём были основаны города-крепости Синбирск и Корсун |
| Камынин Иван Богданович             | стольник, воевода               | 1649 — 1650 |                                  | |
| Болховский Семён Никитич            | воевода, князь                  | 1651 — 1652 |                                  | |
| Измайлов Пётр Андреевич             | стольник, воевода               | 1652 — 1657 | Роман Ефимов, Пётр Дегтярёв      | В 1652 г. построен Синбирск. В 1654 г. была построена Синбирская засечная черта. |
| Кольцов-Мосальский Михаил Андреевич | стольник, воевода, князь        | 1658 — 1661 |                                  | |
| Милославский Ларион Семенович       | стольник, воевода               | 1659        |                                  | |
| Долгоруков Федор Алексеевич         | стольник, князь, воевода        | 1663        |                                  | |
| Дашков Иван Иванович                | стольник, воевода, князь        | 1664 — 1670 | Микита Есипов                    | В 1666 г. основал Сенгилеевскую казачью слободу. В 1666 г. в Синбирске жила грузинская царица Елена Леонтьевна с сыном и митрополитом Епифанием. В 1667 г. Карсунский участок Черты, был подчинён Синбирску.                                                 |
| Милославский Иван Богданович        | окольничий, воевода             | 1670 — 1671 | Ларион Ермолаев                  | В 1670 г. держал осаду от Стеньки Разина. См. Осада Симбирска |
| Шереметев Пётр Васильевич           | боярин, воевода                 | 1671 — 1672 | Емельянов                        | В 1671 г. держал осаду от Федьки Шелудяк, полностью сгорел кремль. 13.07.1671 г. — от атамана Максима Осипова. |
| Плещеев Михаил Львович              | стольник, воевода-распорядитель | 1672        | Григорий Иванович Безобразов     | назначен, но потом был отменён. |
| Хованский Пётр Иванович             | стольник, князь                 | 1672        |                                  | За успешную осаду — Синбирску пожалован Герб. |
| Головин Алексей Петрович            | стольник, воевода               | 1673 — 1675 | Иван Родионов                    | |
| Долгоруков Фёдор Богданович         | стольник, воевода, князь        | 1676 — 1677 | Филипп Климентов                 | |
| Нестеров Семён Михайлович           | стольник и воевода              | 1678        | Иван Козляков                    | В 1678 г. в Синбирском кремле и посаде было 605 дворов и жило 1579 человек. |
| Вельяминов Иван Никифорович         | стольник                        | 1678 — 1680 | Афанасий Андреев                 | |
| Долгоруков Яков Фёдорович           | стольник и воевода, князь       | 1681 — 1682 | Филипп Климентов                 | |
| Козловский Григорий Афанасьевич     | боярин и воевода, князь         | 1683 — 1684 |                                  | В 1683 г. основал города-крепости Сызрань и Кашпир. |
| Головин Матвей Алексеевич           | стольник и воевода              | 1685 — 1688 | Исай Ляпин, Алексей Яцкий        | В 1685 г. составил план строительства Сызранской черты, но в 1686 г. строительство приостановлено. В 1687 г. полностью сгорел город. |
| Жировой-Засекин Василий Фёдорович   | окольничий и воевода, князь     | 1688 — 1689 | Алексей Юцкий, Степан Рязанцев   | |
| Щербатов Иван Осипович              | стольник и воевода, князь       | 1690 — 1693 | Лев Горчаков                     | |
| Ларионов Иван Семёнович             | думный дворянин и воевода       | 1694 — 1696 | Викула Богданчинков              | В 1694 г. сгорел город. |
| Измайлов Андрей Петрович            | стольник и воевода              | 1696 — 1697 | Григорий Молчанов, Ермил Никитин | В 1696 г. сгорел город. |
| СобакинСтепан Афанасьевич           | стольник и воевода              | 1697 — 1699 | Ермил Никитин, Михаил Шапкин     | В 1697 г. сгорела крепость Тагаев. |
| Кровков Алексей Матвеевич           | стольник и воевода              | 1699 — 1702 | Михаил Шапкин, Василий Нестеров  | |
| Крюков Алексей Семёнович            | стольник и воевода              | 1701        |                                  | |
| Бестужев-Рюмин Пётр Михайлович      | стольник и воевода              | 1702 — 1705 | Григорий Молчанов                | |
| Тарас Иванович Бекетов              |                                 | 1704        |                                  | |
| Есипов Фёдор Михайлович             | стольник и воевода              | 1706 — 1708 | Григорий Молчанов                | В 1708 г. военное управление Синбирской черты было ликвидировано. По Указу Пётр I «из алатырских мурз и служилых татар формируется Симбирский конный полк стольника и воеводы Федора Есипова и поселяется слободою у реки Свияги» (Конно-Подгорная слобода). |

## Память
- В 1970-е годы по инициативе краеведов Блохинцева и Ермолаева на валу Симбирской черты между Баратаевкой и Арским был установлен памятный знак Симбирской черты (разрушен в начале 1990-х).
- С 15 мая по 15 июня 1996 года состоялась автомобильная экспедиция «Форпосты Отечества» (руководитель В. А. Гуркин), вдоль всей протяженности Белгородско-Симбирской черты по маршруту: Ульяновск — Карсун — Сурское — Атемар — Саранск — Инсар — В. и Н. Ломов — Тамбов — Мичуринск — Липецк — Воронеж — Коротояк — Дивногорье — Острогожск — Белгород — Хотмыжск — Борисов (заповедник «Лес-на-Ворскле»— Грайворон — Ахтырка — Полтава — Изюм — Купянск — Валуйки — Воронеж — Усманский заповедник — Хоперский заповедник — Борисоглебск — Балашов — Пенза — Жигулевский заповедник — Ульяновск. Проводились съёмки телефильма «Из дневника экспедиции „Форпосты Отечества“» (ГТРК Волга 1996—1997 гг.), в том числе с использованием мотодельтапланов и вертолётов для аэрофотоснимков укреплений черты.
- В посёлке Карсун создан музей Синбирско-Корсунской засечной черты.
- В Ульяновске, в 2008 году, открыт Памятник Б. М. Хитрово — первому воеводе и строителю Синбирско-Карсунской черты и основателю города-крепости Синбирск.
- В Карсуне открыт памятник-бюст Б. М. Хитрово — основателю Карсуна и Карсунской черты.
- В 2001 году на месте фрагмента вала Симбирско-Карсунской засечной черты был создан историко-архитектурный комплекс «Симбирская засечная черта», (г. Ульяновск, ул. Л. Толстого, 43 а).
- В 2016 году состоялся трёхдневный автопробег «Симбирская черта», по маршруту Симбирск — Сурский острог.
- На земляном валу Черты, у села Базарный Урень (бывший Уренский острог), установлен Поклонный крест.
- В 2006 году Министерство связи России выпустило Художественный маркированный конверт посвящённый комплексу «Симбирская засечная черта»[74].
- Стенька Разин (фильм, 1914) — часть фильма показывает действия под Симбирском.
- Исторический роман «Разин Степан» А. П. Чапыгина;
- Степан Разин (фильм, 1939);
- В посёлке Мостовая (бывшая Мостовая Слобода, ныне микрорайон города Ульяновск), установлен Поклонный крест.

- Памятник Богдану Хитрово в Карсуне.
- Памятник Б. М. Хитрово (Ульяновск).
- Памятный крест основателям Мостовой Слободы.
- Льва Толстого, 43а - Фрагмент вала Симбирско – Карсунской засечной черты.
- Льва Толстого, 43а - Фрагмент вала Симбирско – Карсунской засечной черты.